# Blechnum acutiusculum
Blechnum acutiusculum är en kambräkenväxtart som först beskrevs av Cornelis Rugier Willem Karel van Alderwerelt van Rosenburgh, och fick sitt nu gällande namn av Carl Frederik Albert Christensen. Blechnum acutiusculum ingår i släktet Blechnum och familjen Blechnaceae. Inga underarter finns listade.